# Черемушки (Кемеровський округ)
Чере́мушки (рос. Черёмушки) — селище у складі Кемеровського округу Кемеровської області, Росія.

## Населення
Населення — 286 осіб (2010; 259 у 2002).
Національний склад (станом на 2002 рік):
- росіяни — 97 %